# Musculair
Musculair 1 a Musculair 2 jsou letadla poháněná lidskou silou, která v letech 1984 a 1985 postavili Prof. Günther Rochelt, Ing. Ernst Schoberl a Dr. Ing. Heinz Eder z Německa. Günther Rochelt přitom využil své zkušenosti s předchozí stavbou letadla na solární pohon.
Musculair 1 je nyní vystaven v Deutsches Museum von Meisterwerken der Naturwissenschaft und Technik (Německé muzeum vědy a techniky) v Mnichově a Musculair 2 v Flugwerft Schleißheim (Muzeum letectví) v Oberschleissheimu nedaleko Mnichova.

## Musculair 1

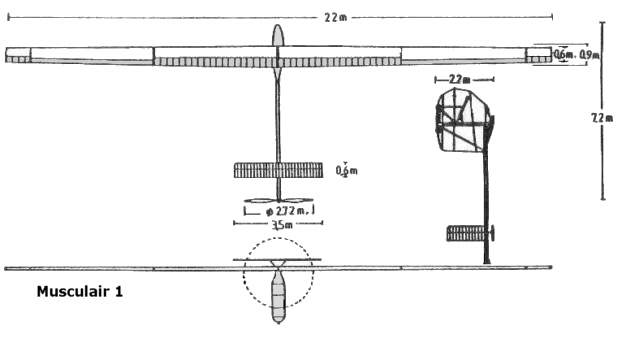
Musculair 1

V roce 1959 vypsal britský průmyslník Henry Kremer ocenění pro konstruktéra letadla poháněného pouze lidskou silou, které bude schopno odstartovat, ve výšce minimálně 10 stop (3 metry) obletět trasu ve tvaru osmičky okolo dvou pylonů umístěných 0,5 míle (cca 800 metrů) od sebe, a opět přistát. Tuto cenu a odměnu 50 000 £ získal 23. srpna 1977 tým americké společnosti AeroVironment Inc. okolo Paula B. MacCreadyho a Dr. Petera B.S. Lissamana s letadlem nazvaným Gossamer Condor.
Pro podporu evropských konstruktérů byla tato cena vypsána v roce 1979 znova, ovšem s omezením, že ji může získat pouze "neameričan".
Toto ocenění získal německý profesor Günter Rochelt s letounu Musculair 1, který pilotoval jeho 17letý syn Holger.
Musculair 1 byl postaven za 3 měsíce, jeho první let se uskutečnil na konci května 1984 a již 19. června 1984 byl proveden úspěšný soutěžní pokus.
21. srpna 1984 Holger Rochelt s Musculair 1 překonal aktuální rychlostní rekord.
1. října 1984 byl na tomto stroji uskutečněn první let s cestujícím, s Holgerem v letounu seděla jeho sestra Katrin. S 28 kg vážící sestrou Holger uletěl vzdálenost cca 500 metrů ve výšce až 5 metrů. 

### Technické údaje
- Délka: 7,20 m
- Rozpětí: 22,00 m
- Plocha křídla: 16,50 m²
- Výška: 2,20 m
- Hmotnost (prázdná): 28 kg
- Vrtule (průměr): 2,72 m
- Maximální rychlost: 35,7 km/h
- Profil křídla: FX76MP

## Musculair 2

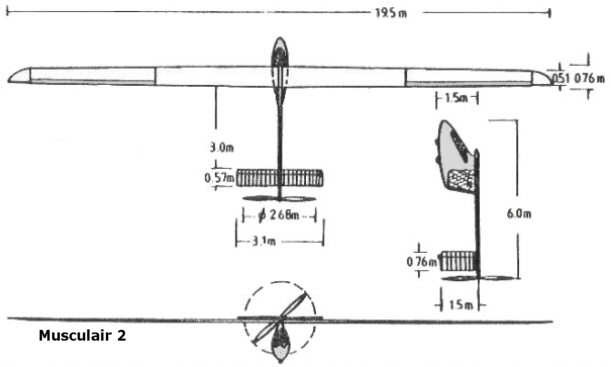
Musculair 2

Henry Kremer v roce 1983 vypsal také ocenění, které je udělováno při zvýšení světového rekordu v rychlosti letu lidskou silou poháněného letadla. Odměna ve výši 100 000 £ je rozdělena tak, že 20 000 £ získal první, kdo uletěl vzdálenost 1500 metrů v době kratší než tři minuty, a 5000 £ poté získá každý, kdo předcházející rekord překoná alespoň o 5 % jeho hodnoty.
Třetí cenu získal 21. srpna 1984 Holger Rochelt s Musculair 1, ale již v prosinci 1984 jeho rekord překonal Bryan Allen s Bionic Bat.
Profesor Günter Rochelt se následně rozhodl postavit rychlejší stroj s názvem Musculair 2 (Musculair 1 byl předtím navíc poškozen při nehodě). První pokus o překonání rekordu měl být uskutečněn na "Zapple" Festival of Human Power (Festival lidskou silou poháněných strojů) konaném v Milton Keynes ve Velké Británii, počasí ovšem let vyloučilo.
Nový rychlostní rekord se tak s tímto letounem podařilo ustanovit Holgeru Rocheltovi až dne 2. 10. 1985 na letišti Oberschleissheim Airfield v Německu a jeho hodnota, která nebyla dosud (květen 2009) překonána je 44,32 km/h.

### Technické údaje
- Délka: 6,00 m
- Rozpětí: 19,50 m
- Plocha křídla: 11,70 m²
- Výška: 1,50 m
- Hmotnost (prázdná): 25 kg
- Vrtule (průměr): 2,68 m
- Maximální rychlost: 44,32 km/h
- Profil křídla: Wortmann FX76MP